# Geisa
Geisa è una città di 4 777 abitanti della Turingia, in Germania.
Appartiene al circondario della Wartburg.
Svolge il ruolo di "comune amministratore" (Erfüllende Gemeinde) nei confronti dei comuni di Buttlar, Gerstengrund e Schleid.

## Storia
Il 1º ottobre 1991 venne aggregato alla città di Geisa il comune di Wiesenfeld.